# マイケル・ベック

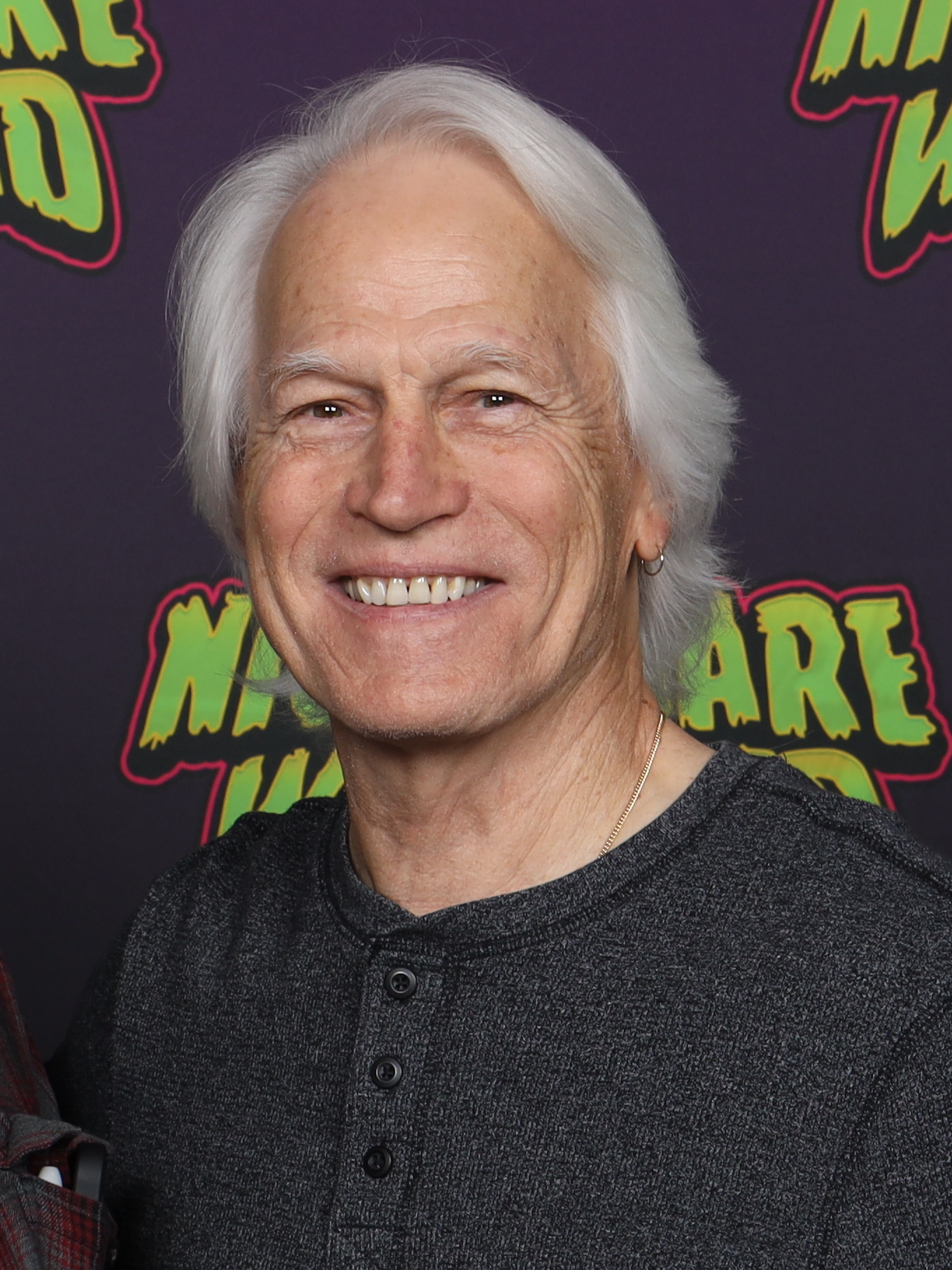
2024年のNightmare Weekend Richmond でのマイケル・ベック

マイケル・ベック（Michael Beck, 本名: John Michael Beck Taylor, 1949年2月4日 - ）は、アメリカ合衆国の俳優。

## 経歴
テネシー州メンフィスで9人兄弟の三男として生まれる。アメリカンフットボールの奨学金でミシシッピ州ジャクソンにあるミルサップス大学に進学し、経済学を専攻。在学中に大学間フラタニティのカッパ・アルファ・オーダーに入会している。大学卒業後は2500人の志願者の中から30人しか入学することのできない、ロンドンの名門演劇学校セントラル・スクール・オブ・スピーチ・アンド・ドラマで演劇を学ぶ。次第に舞台に立つ機会は増え、『ロミオとジュリエット』のティボルト、『キャメロット』のアーサー王などを演じたほか、映画では『ウォリアーズ』のスワン役、『ザナドゥ』のマローン役、『メガフォース』のダラス役などで出演した。
また、オーディオ・ブックの朗読を数多くつとめており、ほとんどのジョン・グリシャム作品、トニー・ホーウィツの『Confederates in the Attic』、マイクル・コナリーの『夜より暗き闇』、ビル・クリントンの『マイライフ』などがある。
現在はカリフォルニア在住。シンガーソングライターの妻カリとの間には2人の子供に恵まれ、ベック曰く、子供たちは演劇もアメリカンフットボールもやっていないとのこと。趣味は読書、音楽、料理。

## 主な作品
- ウォリアーズ - The Warriors （1979年）
- ザナドゥ - Xanadu （1980年）
- メガフォース - Megaforce （1982年）
- バトルトラック - Battletruck （1983年）
- チルド/甦る冷凍人間 - (Wes Craven's) Chiller （1985年）
- ヒューストン・ナイツ - Houston Knights （1987年-1988年）
- 炎のテキサス・レンジャー - Walker Texas Ranger （1996年-1998年）
- 犯罪捜査官ネイビーファイル - JAG （2004年）